# Ołeksandr Charków
Ołeksandr Charków (ukr. Спортивний клуб «Олександр» Харків, Sportywnyj Kłub "Ołeksandr" Charkiw) – ukraiński klub futsalu, mający siedzibę w mieście Charków. Od sezonu 2003/04 do 2005/06 występował w futsalowej Ekstra-Lidze Ukrainy.

## Historia
Chronologia nazw:
- 2001: Ołeksandr Charków (ukr. «Олександр» Харків)

Klub futsalowy Ołeksandr Charków został założony w Charkowie w czerwcu 2001 roku z inicjatywy Ołeksandra Bandurki i Ołeksandra Jarmysza, którzy pracowali na stanowisku dyrektora i rektora Charkowskiego Uniwersytetu Spraw Wewnętrznych. W sezonie 2001/02 klub debiutował w profesjonalnych rozgrywkach Pierwszej Ligi, zajmując trzecie miejsce. W następnym sezonie zespół wywalczył mistrzostwo ligi. W sezonie 2003/04 debiutował w Wyższej lidze. W pierwszym sezonie zajął wysokie 5.miejsce, w 2005 był na 7.pozycji, a w 2006 na 13.pozycji. Po rewolucji pomarańczowej z Uniwersytetu odeszli Ołeksandr Bandurko i Ołeksandr Jarmysz. Również trener i kilka piłkarzy opuściły klub. W sezonie 2006/07 zespół zrezygnował z występów na najwyższym poziomie. Potem od lipca 2007 do września 2010 klub nie brał udziału w żadnych rozgrywkach. W 2010 po powrocie do Uniwersytetu Ołeksandra Bandurki i Walerego Moskowca, rozpoczęło się odrodzenie klubu Ołeksandr. Trener drużyny Roman Pawłow i jeden z liderów drużyny w latach 2003-2006 Jurij Kramarenko wróciły do pracy na uniwersytecie.
Obecnie gra w rozgrywkach regionalnych.

## Barwy klubowe, strój
| Niebieski | Biały |

Zawodnicy klubu zazwyczaj grali swoje mecze domowe w niebieskich strojach.

## Sukcesy

### Trofea międzynarodowe
Nie uczestniczył w rozgrywkach europejskich (stan na 31-05-2019).

### Trofea krajowe
| \| \| Zdobyte trofea w rozgrywkach Ukrainy (stan na: 31-05-2019) \| |                                                            |      |          |
| Rozgrywki                                                           | Osiągnięcie                                                | Razy | Sezon(y) |
| · Mistrzostwo                                                       | I miejsce                                                  | 0    |          |
| · Mistrzostwo                                                       | II miejsce                                                 | 0    |          |
| · Mistrzostwo                                                       | III miejsce                                                | 0    |          |
| · Mistrzostwo                                                       | 5.miejsce                                                  | 1    | 2003/04  |
| Puchar                                                              | zdobywca                                                   | 0    |          |
| Puchar                                                              | finalista                                                  | 0    |          |
| Puchar                                                              | półfinalista                                               | 1    | 2002/03  |
| II liga                                                             | I miejsce                                                  | 1    | 2002/03  |
| II liga                                                             | II miejsce                                                 | 0    |          |
| II liga                                                             | III miejsce                                                | 1    | 2001/02  |
| Ukraina                                                             | Zdobyte trofea w rozgrywkach Ukrainy (stan na: 31-05-2019) |      |          |

## Piłkarze i trenerzy klubu

### Trenerzy
Ołeksandr Bezporoczny (2001–2002)
 Roman Pawłow (2002–2006)
 Roman Pawłow (od 2010)

## Struktura klubu

### Stadion
Klub rozgrywa swoje mecze domowe w Hali SK Karazinski w Charkowie, która może pomieścić 1500 widzów. Również gra w Hali Pałacu Sportu Juwilejny w Charkowie. Pojemność: 3500 miejsc siedzących.

### Sponsorzy
- Charkowski Narodowy Uniwersytet Spraw Wewnętrznych